# Campeonato Africano de Atletismo de 2024 - Salto triplo feminino
A prova do salto triplo feminino do Campeonato Africano de Atletismo de 2024 foi disputada no dia 26 de junho, no Estádio de Japoma, em Duala, nos Camarões.

## Recordes
Antes desta competição, os recordes mundiais e do campeonato nesta prova eram os seguintes:
|                       | Nome                   | Nacionalidade | Distância | Local    | Data                 |
| --------------------- | ---------------------- | ------------- | --------- | -------- | -------------------- |
| Recorde mundial       | Yulimar Rojas          | Venezuela     | 15m 74cm  | Belgrado | 22 de março de 2022  |
| Recorde do campeonato | Françoise Mbango Etone | Camarões      | 14m 95cm  | Tunes    | 7 de agosto de 2002  |
| Recorde africano      | Françoise Mbango Etone | Camarões      | 15m 39cm  | Pequim   | 17 de agosto de 2008 |

## Medalhistas
| Ouro            | Prata                            | Bronze                       |
| Saly Sarr (SEN) | Anne-Suzanna Fosther-Katta (CMR) | Véronique Kossenda Rey (CMR) |

## Cronograma
Todos os horários são locais (UTC+1).
| Data        | Hora  | Evento |
| ----------- | ----- | ------ |
| 26 de junho | 16:35 | Final  |

## Resultado final
A final ocorreu dia 26 de junho às 16:35.
| Posição           | Atleta                     | Nacionalidade   | #1    | #2    | #3    | #4    | #5    | #6    | Resultado | Notas |
| ----------------- | -------------------------- | --------------- | ----- | ----- | ----- | ----- | ----- | ----- | --------- | ----- |
| Medalha de ouro   | Saly Sarr                  | Senegal         | 12.14 | 14.06 | x     | 13.72 | 13.63 | 13.87 | 14.06     |       |
| Medalha de prata  | Anne-Suzanna Fosther-Katta | Camarões        | 13.26 | 13.43 | 13.45 | x     | 12.81 | x     | 13.45     |       |
| Medalha de bronze | Véronique Kossenda Rey     | Camarões        | 13.02 | 13.34 | 13.35 | 12.88 | 13.06 | 13.27 | 13.35     |       |
| 4                 | Liliane Potiron            | Ilhas Maurícias | x     | x     | 13.32 | 13.20 | x     | x     | 13.32     |       |
| 5                 | Zinzi Xulu                 | África do Sul   | 13.05 | x     | x     | 12.56 | 13.25 | 13.14 | 13.25     |       |
| 6                 | Karmen Fouché              | África do Sul   | x     | 12.87 | 12.68 | 12.76 | 12.38 | 12.62 | 12.87     |       |
| 7                 | Amelia Armando Pinga       | Moçambique      | 12.67 | 12.75 | 12.40 | 12.50 | x     | 12.84 | 12.84     |       |
| 8                 | Fayza Issaka Abdou Kerim   | Togo            | 12.38 | 12.61 | 12.10 | 12.29 | 12.54 | 12.22 | 12.61     |       |
| 9                 | Justice Tonno Ondobo       | Camarões        | 12.57 | 12.33 | 12.14 |       |       |       | 12.57     |       |
| 10                | Pwoch Omod                 | Etiópia         | x     | 12.16 | 12.29 |       |       |       | 12.29     |       |
| 11                | Ajulu Adola                | Etiópia         | 11.30 | 11.67 | x     |       |       |       | 11.67     |       |

Legenda
| Recorde mundial       | Recorde mundial (World record)               |                       | Recorde africano                      | Recorde africano (African) |                                           | Q | Classificado por posição (Qualified) |
| Recorde do campeonato | Recorde do campeonato (Championship record)  | Recorde da América    | Recorde da América (Americas)         | q                          | Classificado por melhor tempo (Qualified) |   |                                      |
| Melhor marca do ano   | Melhor marca do ano (World leading)          | Recorde asiático      | Recorde asiático (Asian)              | DNS                        | Não largou (Did not start)                |   |                                      |
| Recorde nacional      | Recorde nacional (National record)           | Recorde europeu       | Recorde europeu (European)            | DNF                        | Não terminou (Did not finish)             |   |                                      |
| Recorde pessoal       | Recorde pessoal do atleta (Personal best)    | Recorde da Oceania    | Recorde da Oceania (Oceania)          | DSQ / DQ                   | Desclassificado (Disqualified)            |   |                                      |
| Recorde da temporada  | Recorde da temporada do atleta (Season best) | Recorde sul-americano | Recorde sul-americano (South America) | NM                         | Sem marca (No mark)                       |   |                                      |